# Jeanou
Pour les articles homonymes, voir Demoulin.
Jeanou, pseudonyme de Jean-François Demoulin, né le 30 juillet 1968 à Verviers (province de Liège), est un auteur de bande dessinée humoristique belge.

## Biographie
Jean-François Demoulin naît le 30 juillet 1968 à Verviers,. Il obtient son diplôme en illustration bande dessinée à l'École supérieure des arts Saint-Luc de Liège en 1992. Puis, il commence une carrière de dessinateur et il travaille comme illustrateur au journal Le Pays de Franchimont. L'année suivante, il fait la rencontre du scénariste Chabe qui lui propose le projet d'une trilogie de bande dessinée. Il participe à l'album collectif Wallonie, terre de légendes publié aux éditions liégeoises Noir Dessin Production en 1998 dans lequel il illustre la légende de la blonde Mélusine dans l'ancien duché de Luxembourg. Il change une première fois d'orientation professionnelle en créant la société Médiévale Attitude chargée de gérer l'accueil touristique du château de Franchimont en 2001,. Il opère un second changement professionnel vers le secteur des maisons de jeunes en 2006. Il reprend sa carrière de dessinateur en 2014.
En 2017, il a recours à la plateforme de financement participatif Ulule. Il publie sous le pseudonyme Jeanou Le Petit Monde de Raoul Verbouc décliné en trois albums au format à l'italienne scénarisés par Chabe (aka Christian Bernès) et un album collector au format traditionnel aux éditions Tectis Mata en 2018. La même année, il est à la tête de Heurtez Batailles en compagnie de Philippe Dethier au château de Franchimont. Après cinq ans, il publie Le Serment de Perrault avec le même scénariste chez le même éditeur. Il conte les aventures de Raoul Verbouc, personnage inspiré de la légende du Verbouc de Franchimont.
En avril 2020, il invite gratuitement le public sur sa page Facebook pour apprendre à dessiner.

### Vie privée
Il demeure à Theux.

## Publications

### Albums de bande dessinée
- Le Petit Monde de Mont-Franchi, Tectis Mata, Theux, 6 décembre 2018
Scénario : Chabe - Dessin et couleurs : Jeanou -  (ISBN 978-2-9602219-4-7)

#### Raoul Verbouc
- Le Verbouc illustré, Tectis Mata, Theux, 2018
Scénario : Chabe - Dessin et couleurs : Jeanou -  (ISBN 978-2-9602219-3-0),Format à l'italienne. (OCLC 1400904474)
- Entretien avec un Verbouc, Tectis Mata, Theux, 2018
Scénario : Chabe - Dessin et couleurs : Jeanou -  (ISBN 978-2-9602219-2-3),Format à l'italienne. (OCLC 1400616529)
- Les Légendes de Mont-Franchi, Tectis Mata, Theux, 2018
Scénario : Chabe - Dessin et couleurs : Jeanou -  (ISBN 978-2-9602219-1-6),Format à l'italienne. (OCLC 1400563258)
- Le Serment de Perrault[7], Tectis Mata, Theux, 1 septembre 2023
Scénario : Chabe - Dessin et couleurs : Jeanou -  (ISBN 978-2-9602219-7-8)

### Podcasts
- Émission numéro 87 Stéphanie Crayencour - Hhiboux - Jean-Francois Demoulin (Jeanou) émission Eclectrique, participante : Stéphanie Crayencour, présentée par Romain Pierre Giergen, sur 48FM via Mixcloud, 6 juin 2017, (1 h 38 min 6 s).